# Caso Malaya
Caso Malaya u Operación Malaya fue el nombre que recibe una operación contra la corrupción urbanística en España, iniciada y dirigida en su mayor parte por el juez Miguel Ángel Torres Segura y la Fiscalía Anticorrupción, cuyas primeras investigaciones se remontan a noviembre de 2005. Con el epicentro en el Ayuntamiento de Marbella, la operación destapó un entramado de asociaciones que encubrían numerosas actividades delictivas —cohecho, malversación de caudales públicos, prevaricación, tráfico de influencias, etc.— llevadas a cabo, entre otros, por políticos del Ayuntamiento de Marbella, aunque las ramificaciones se extendieron a otras localidades como Málaga, Madrid, Huelva, Cádiz, Murcia, Granada, Córdoba, Sevilla y Pamplona. En la trama estuvieron implicados empresarios, abogados, políticos, funcionarios y otras personalidades famosas de la prensa del corazón. Por su complejidad y particularidades es un ejemplo paradigmático de la corrupción asociada al desarrollo inmobiliario hasta la crisis de 2008, sirvió de modelo para otras investigaciones por corrupción urbanística y abrió el camino para una sucesión casi ininterrumpida de instrucciones judiciales en decenas de ayuntamientos españoles.
Además de la trama principal, múltiples piezas separadas fueron también juzgadas y ratificadas tras recurso al Tribunal Supremo. Para parte de los condenados el 'caso Malaya' y sus piezas derivadas han supuesto soportar más condenas y una deuda abultada con la Hacienda Pública.
La operación judicial se denominó así por el método de tortura malayo o de la gota china, en el que se inmoviliza al preso y le cae una gota de agua cada cinco segundos produciéndole daños en la piel pero también la imposibilidad de dormir.

## Antecedentes

### Inicio de la corrupción asociada al turismo en Marbella
Marbella es una localidad emplazada en la Costa del Sol, una región andaluza al sur de la península ibérica. Desde los años 1950 pasó de ser una región poco desarrollada a experimentar un rápido crecimiento por el sector turístico. Para esa actividad la costa malagueña cuenta con las ventajas de un clima mediterráneo subtropical y una franja interior montañosa que sirve de pantalla al frío del Norte, y cuya ladera se orienta a la vertiente de solana. En comparación con el resto de las localidades de la Costa del Sol, Marbella presentaba las ventajas adicionales al poseer superficies llanas usadas tradicionalmente para la explotación agrícola. Estos terrenos se encuentran a cierta altura pero no lejos de la playa, que resultan más adecuadas para la construcción de urbanizaciones. Sin embargo, el sustrato de pizarras al oeste del municipio, las calizas del interior y las zonas de pendientes dificultan extraordinariamente la edificación de tal manera que quedan limitadas las potenciales áreas urbanizables en Marbella.
La transformación del municipio por la revolución del turismo fue abrupta. Ante la falta de una infraestructura administrativa y de un marco regulatorio para las constructoras y promotoras turísticas, la construcción de urbanizaciones y zonas de ocio fue muy rápida. En un principio el aparato burocrático estatal arrancó tímidamente con la creación del ministerio de Información y Turismo en 1951. Poco después, el régimen de Franco fue incrementando el interés en la industria turística cómo modo rápido de compensar la balanza de pagos en la política económica de la dictadura. Ya entrados en la década de 1960 es cuando el gobierno apuesta decididamente por el desarrollo turismo, poniendo la costa malagueña, y en concreto el proyecto de Nueva Andalucía de Marbella, en el epicentro del desarrollo urbanístico de cara a ofrecer un servicio turístico al resto de Europa. Sin embargo, los inversores en la economía turística lo hacen con un objetivo de beneficio rápido sin el convencimiento de hacer una empresa estable de explotación a lo largo del tiempo. Estas inversiones eran de origen diverso, ya fuese nacional o internacional, pero cuentan con una proliferación de antiguos propietarios y figuras políticas cercanas al régimen que favorece tácitamente el desarrollo de sociedades ad hoc ante la falta de un marco regulatorio. Ello, unido a una ausencia de empresas financieras especializadas, orientaba la economía turística a una de tipo especulativo: fuertemente vinculada al poder político de la dictadura, y que no repercute en la población en general. Así y todo, entre 1950 y 1980 la población empadronada en Marbella se multiplico por 7.

### Marbella durante los primeros años de democracia
Desde mediados de la década de 1970 el turismo de litoral en la Costa del Sol experimentó cambios a consecuencia de dos acontecimientos de gran impacto para el sector. En primer lugar, la crisis del petróleo de 1973 causó un alza de los costes energéticos que afectaron al modelo que ofrecía España al resto de Europa, debido a su dependencia en energía barata y mano de obra abundante. Aparte de la bajada generalizada de las visitas a la región, se produjo la quiebra de varias empresas del sector, como SOFICO, con gran presencia en toda la Costa del Sol. En 1979 una nueva crisis económica que arrastra una nueva alza de los precios afectó severamente al sector por segunda vez en un breve espacio de tiempo. El segundo acontecimiento que afecto al modelo fue la transición política en España de la dictadura franquista a un sistema democrático representativo de manera homologable al resto de Europa occidental. El cambio de régimen trajo consigo la creación de un marco legislativo para la explotación turística y la primera normativa para la conservación de la costa mediterránea. La Ley 22/1988, o ley de costas de 1988 era la primera respuesta a la necesidad de conservar el paisaje y la ecología de las costas españolas, algunas de ellas sobreexplotadas y con síntomas de degradación. Además de la administración central, los ayuntamientos van a tratar de controlar el uso del litoral con normas locales o actuaciones locales, como la construcción de paseos marítimos o los planes de regeneración de playas.
Los cambios progresivos en la normalización de la actividad turística empujaron a las empresas explotadoras a un cambio de modelo desde un turismo masificado, basado en una amplia oferta hotelera, a un turismo residencial. Este cambio estaría sostenido en un constante ritmo de construcción de inmuebles para viviendas de segunda residencia, puertos deportivos y otros complejos a imitación de los desarrollados en la Costa Azul francesa.
En Marbella se caracterizó por un aumento de la inversión internacional que transformó el casco urbano y sus alrededores. En 1981 el rey Fahd de Arabía Saudí construyó un palacio en Marbella, lo que suposo la llegada de capitales de países del Golfo Pérsico y la generación de un turismo árabe en Marbella. Estos nuevos propietarios se incorporaron progresivamente a la jet set marbelli. Este grupo estaba en un principio conformado por personalidades de la nobleza europea a los que se fueron sumando otras figuras de clase alta europea y algunos actores del Hollywood de los años 1950 y 1960. En los años 1980 se dejan ver en este grupo personalidades del mundo financiero, banqueros y empresarios que prosperaron en los primeros años de democracia y con conexiones con cargos del PSOE, en el gobierno del Estado entre 1981 y 1996. Con la explosión del turismo árabe en Marbella, al círculo de la jet set se van a incorporar empresarios del petróleo junto con otros presuntos delincuentes de bandas organizadas delincuencia internacional, traficantes de armas u otras personalidades de reputación más que dudosa.
En 1986 el Ayuntamiento de Marbella aprobó el Plan General de Ordenación Urbana (PGOU) que establece los límites para la construcción urbanística. Ese mismo año Jesús Gil, en aquel momento tan solo un empresario de la construcción y propietario del equipo de fútbol Atlético de Madrid desde 1987, inicia varios proyectos de construcción a través de su sociedad Vegángeles. En este periodo sufrió varios encontronazos con el ayuntamiento debido a que sus técnicos municipales paralizaron las obras por presuntas irregularidades. En 1990 Gil se encontraba en una situación delicada financieramente. Los proyectos inmobiliarios acumulaban multitud de infracciones administrativas por no pagar las cotizaciones de sus empleados a la Seguridad Social, ni los impuestos a la Hacienda Pública. Además, contaba multitud de viviendas sin vender y con problemas de liquidez. Como solución a esta situación, y con el objetivo de hacerse con el control de la planificación urbanística de Marbella, presentó una candidatura para la alcaldía del Ayuntamiento de Marbella con un partido creado a imagen y semejanza del propio Gil: Grupo Independiente Liberal (GIL).

### Marbella bajo el gobierno del GIL
A finales de los 1980 en Marbella convivían habitantes con altos niveles de desigualdad en el que las clases más humildes sufrían altas tasas de desempleo y pobreza. Por su parte, la jet set marbellí veía peligrar sus inversiones al afrontar un declive de Marbella como destino predilecto para las viviendas de segunda residencia para la clase alta. La estrategia de Jesús Gil para ganar la alcaldía pasaba por ganar popularidad entre la población marbellí. Para ello empezó a frecuentar las procesiones religiosas de la localidad. También puso el nombre de Marbella en las camisetas del Atlético de Madrid gratuitamente y regalaba material publicitario del club en los actos públicos. También llegó a acuerdos con la jet set de que sus intereses económicos estarían garantizados. Por último, Gil acordó un crédito para financiar la campaña con el banco Banesto, con cuyo presidente Mario Conde guardaba una relación de amistad. La campaña electoral de su partido fue de corte populista con un resultado espectacular. La candidatura de Gil logró el 65% de los votos (20531 de un total de 31928 votos emitidos), alzándose con la alcaldía de Marbella en las elecciones municipales de 1991.
La política de Gil en los primeros años respondió a un estilo caudillista del alcalde donde con demasiada frecuencia los intereses de la corporación y los personales de Jesús Gil se mezclaban. Muchos de los gastos asumidos por la corporación municipal eran a costa de negocios de Gil. El gobierno municipal se caracteriza en esta etapa en hacer cambios del PGOU de 1986 para rectificación de terrenos con el que obtener plusvalías y la privatización de servicios municipales llevadas a cabo por empresas privadas. Empresas que en último término eran propiedad del propio Gil o de sus allegados. Una tercera característica fue aumentar significativamente la dotación de policías municipales, a los cuáles Jesús Gil alentó para cometer abusos policiales y coacciones a todo aquel que le mostraba oposición.
En este periodo se evidencian claramente en la Costa del Sol las consecuencias de la sobreexplotación del entorno natural y los desastres paisajísticos. En reacción a la degradación del entorno natural crece una mayor concienciación de conservación que se va a manifestar en una normativa más estricta a nivel estatal y autonómico de Andalucía. Estos cambios legislativos van a chocar directamente con el gobierno de Jesús Gil en el Ayuntamiento de Marbella.

### Caso Ballena Blanca
El GIL, el partido personalista de Jesús Gil, volvió a ganar las elecciones municipales de 1995 y 1999 por mayoría absoluta. En torno a la figura del alcalde crecieron figuras de su confianza que le venían acompañando desde la tragedia en la urbanización de Los Ángeles de San Rafael de 1969, en la que fallecieron 58 personas al derrumbarse un techo por defectos en la fabricación y de la que el constructor fue el responsable. También nacieron otras carreras políticas dentro del círculo de confianza de Jesús Gil que también serían protagonistas en el Caso Malaya.
A finales de los años 1990 los problemas judiciales de su desempeño como regidor en Marbella empezaron a acumularse a Jesús Gil. El fin de su carrera política activa ocurrió a raíz del 'caso Camisetas'. La publicidad de Marbella en las camisetas del Atlético de Madrid en un principio era de manera gratuita, aunque el ayuntamiento en 1990 no hubiese autorizado la operación de marketing. Posteriormente se descubre un presunto desvío de 450 millones de pesetas (aproximadamente 2.7 millones de euros) desde el ayuntamiento al Atlético de Madrid. Con la denuncia de una concejala del PSOE en la oposición se inicia un proceso judicial en la Audiencia de Málaga que acaba con la condena de Jesús Gil a 28 años de inhabilitación por cuatro delitos de prevaricación y dos de tráfico de influencias. La sentencia se confirmó por el Tribunal Supremo el 5 de abril de 2002. El día 24 se vio forzado a dimitir como alcalde, pasando el bastón de mando a Julían Muñoz.
La caída definitiva del GIL por la Operación Malaya tiene inicio en septiembre de 2003, con el 'caso Ballena Blanca', cuando el narcotraficante tunecino Sophiane Hambli escapa de una prisión francesa para refugiarse en Marbella. La policía francesa en colaboración con la española investigan una posible trama de blanqueo de dinero que la organización del narcotraficante realizaba en la Costa del Sol. En la primavera de 2004 son detenidos Hambli y su lugarteniente. De la investigación tras su detención se identificaron la existencia de sociedades comerciales como vehículos de blanqueo de capitales del dinero procedente del narcotráfico. Investigando más profundamente se descubrió que todas las sociedades se constituyeron en un despacho de abogados en Marbella, el bufete de abogados propiedad de Fernando del Valle. En marzo de 2005 se instruye el caso bajo el nombre operación Ballena Blanca, que sirvió para desmantelar una red más compleja de blanqueo de dinero en la Costa del Sol asociada con la corrupción urbanística. La investigación desvelo que un conglomerado de más de mil sociedades, con ramificaciones alrededor del mundo, introducían dinero en España para su limpieza mediante la adquisición de bienes inmobiliarios. El dinero negro era enviado al despacho de abogados de Fernando del Valle. Este despacho creaba sociedades intermediarias en diversos paraísos fiscales como Gibraltar o el estado estadounidense de Delaware, y que mediante la supuesta colaboración de notarios se realizaban inversiones inmobiliarias con dinero ya lavado.
En el transcurso de la instrucción se identificaron hasta nueve organizaciones de crimen organizado internacional. Se incautaron 251 fincas, 42 automóviles de lujo, 2 aviones, 1 banco y 30 millones de euros en efectivo. Se estimo el lavado de unos 250 millones de euros procedentes de actividades delictivas, aunque por dificultades en la instrucción solo pudo quedar acreditado el lavado de 12 millones por parte de Fernando Del Valle. Por otra parte, se determino que una parte esencial de la trama fue el papel que jugaba el paraíso fiscal de Gibraltar, que era donde se encontraba la mayoría de las sociales creadas para el blanqueo y servia de intermediaria en un eje de blanqueo Tánger-Gibraltar-Marbella. Algunos de los flecos de la investigación sirvieron de partida para abrir la instrucción del 'caso Malaya', centrada en las actividades ilícitas del Ayuntamiento de Marbella en la gestión de ubanismo y de licencias inmobiliarias desde los tiempos de Jesús Gil como alcalde.

## Instrucción judicial del caso Malaya

### Primera fase
Al poco de llegar a la alcaldía, Jesús Gil creó una empresa municipal de urbanismo, Planteamiento 2000, para llevar a cabo las modificaciones del PGOU aprobado en 1986. Al frente de la empresa se encontraba José Antonio Roca, cuya labor era conceder licencias de obra ilegales bajo la hipotética cobertura de un nuevo plan general que aún no se había aprobado. Entre 1991 y 2007 en Marbella se construyeron unas 30 000 viviendas ilegales bajo este procedimiento. Para cuando se produjeron las primeras detenciones la trama había creado una administración local paralela sin apenas control administrativo y judicial. Estaba compuesta por unas 30 empresas que empleaba unos 3 500 empleados contratados por el consistorio de Marbella, lo que representaba una anormalidad para un municipio relativamente pequeño.
Las primeras pesquisas comenzaron en noviembre de 2005. Fruto de las investigaciones la primera fase de detenciones tuvieron lugar a partir del 29 de marzo de 2006, y se desarrollaron en las ciudades de Marbella, Málaga, Madrid, Huelva, Cádiz y Murcia. 29 personas fueron detenidas y se produjo la incautación de bienes por un valor de 2600 millones de euros.
En la operación participaron agentes de la Unidad de Delincuencia Económica y Fiscal. Fue iniciada por la Fiscalía Anticorrupción, después de que el fiscal general Conde-Pumpido crease una delegación de la Fiscalía Anticorrupción en Málaga.
Entre los detenidos se encontraban:
- Juan Antonio Roca, asesor del área de Urbanismo del Ayuntamiento de Marbella, exgerente de urbanismo del Ayuntamiento durante el Gobierno de Jesús Gil. Fue el cabecilla de toda la trama. A través de su testaferro Montserrat Corulla, controlaba el dinero que producían los impuestos municipales de Marbella y lo invertía en coches de lujo, propiedades inmobiliarias de lujo en Madrid y obras de arte altamente valiosas.[27] Se encuentra imputado por malversación, blanqueo de capitales y cohecho. El juez le ordenó prisión incondicional sin fianza el 31 de marzo de 2006.[28][29]
- Marisol Yagüe, alcaldesa de Marbella desde el 13 de agosto de 2003 tras prosperar una moción de censura contra el anterior alcalde, Julián Muñoz. El juez le ordenó prisión incondicional sin fianza el 1 de abril de 2006, aunque tras pagar una fianza recobró una libertad pendiente de juicio.[29][30]
- Isabel García Marcos, primera teniente de alcalde de Marbella, expulsada del PSOE en 2003 junto a otros dos ediles del partido por apoyar la moción de censura contra Julián Muñoz. Su gran baza mediática había sido siempre su defensa de la honestidad y su supuesta incorruptibilidad. El juez le ordenó prisión incondicional sin fianza el 2 de abril de 2006, aunque tras unos días en la cárcel pudo salir junto a Marisol Yagüe.[29][31]
- José Antonio Jaén, concejal de Cultura y Educación del Ayuntamiento de Marbella. Teniente alcalde de Nueva Andalucía tras haber sido expulsado del PSOE en 2003, formando parte desde entonces parte de la lista electoral de García Marcos. Quedó en libertad provisional tras abonar una fianza de 30.000 euros. Sería posteriormente detenido en la segunda fase.[29][31]
- Victoriano Rodríguez, concejal de Tráfico y Vía Pública del Ayuntamiento de Marbella. Perteneciente del partido GIL hasta que firmó la moción de censura contra Julián Muñoz, momento en el que pasó al grupo mixto. El juez le ordenó prisión incondicional sin fianza el 1 de abril de 2006.[29][30]
- Leopoldo Barrantes, secretario del Ayuntamiento de Marbella. El juez le dejó en libertad, aunque con cargos. Sería posteriormente detenido en la segunda fase.[29][30]

La descripción de los bienes incautados a los detenidos encontró gran espacio en los medios de comunicación y no paso desapercibido para la opinión pública. Entre los bienes que la policía intervino durante esta fase de la Operación Malaya destacaron numerosas obras de arte —entre las que destaca un cuadro de Joan Miró que colgaba en la pared de un cuarto de baño—, joyas y metales preciosos, dinero en efectivo, ordenadores, furgonetas, armas de fuego, cajas de seguridad, material electrónico, un helicóptero, una ganadería de toros completa y una de caballos (103 animales).
Como consecuencia del ingreso en prisión de la alcaldesa y la primera teniente de alcalde, el segundo teniente de alcalde del Ayuntamiento de Marbella, Tomás Reñones —exjugador y capitán del Atlético de Madrid—, se convirtió en el alcalde en funciones, aunque solo hasta el 7 de abril de 2006, fecha en la que el Consejo de Ministros del Gobierno central disuelve al Ayuntamiento de Marbella en una medida sin precedentes. A partir de este momento el Ayuntamiento de Marbella pasa a estar gobernado por una comisión gestora hasta las elecciones municipales de mayo de 2007, siendo su presidente el abogado Diego Martín Reyes, propuesto por el PSOE.

### Segunda fase
La segunda fase del caso, conocida como Operación Malaya II, tuvo lugar el 27 de junio de 2006. 300 agentes de la Unidad de Delincuencia Económica y Fiscal de la Comisaría General de Policía Judicial y de la Udyco actuaron esta vez en Málaga, Granada, Córdoba, Sevilla, Madrid y Pamplona, deteniendo a 30 personas, entre las que se encontraban trece exconcejales del Ayuntamiento de Marbella, constructores y promotores. De entre los detenidos se ordenó prisión para siete exconcejales y un constructor, libertad bajo fianza para diez de los detenidos y libertad con cargos para once personas. De entre estos detenidos cabe mencionar a:
- Tomás Reñones, antiguo jugador del Atlético de Madrid. En Marbella fue ex-segundo teniente de alcalde y alcalde de Marbella en funciones durante una semana tras las detenciones de la alcaldesa Marisol Yagüe y la primera teniente de alcalde Isabel García Marcos. Posteriormente una gestora se hizo cargo del ayuntamiento. El juez le ordenó prisión incondicional sin fianza el 29 de junio de 2006.[29][37]
- Leopoldo Barrantes, exsecretario del Ayuntamiento de Marbella, que ya fue detenido durante la primera fase de la operación, aunque quedó en libertad con cargos. Esta vez, el juez también decidió dejarle en libertad sin fianza.[35]
- José Ávila Rojas, dueño de uno de los grupos constructores y de promoción inmobiliaria con más presencia en Andalucía y uno de los más grandes de España y compañero de partidas de póquer de Juan Antonio Roca en las que se llegaban a apostar hasta 3 millones de euros. También se practicó un registro en la sede central de la constructora Ávila Rojas S.A. Por un lado, la Fiscalía pide cinco años de prisión y 5 millones de multa por un presunto cohecho activo. Por otro, cinco años más de cárcel por blanqueo de capitales con una multa que asciende a 55 millones de euros.[29][36]
- Rafael Gómez Sánchez, alias Sandokán —por su parecido físico—, un importante empresario de Andalucía.[38]

Durante la operación policial, Lucía Aguilera, esposa de Miguel Jiménez, uno de los exconcejales detenidos, y que fue secretaria de Jesús Gil durante más de diez años, sufrió un infarto que provocó su muerte unas horas después.
La realización de esta parte de la segunda fase de la Operación Malaya fue posible gracias a la documentación hallada durante los registros de las dependencias municipales de Marbella y otros inmuebles intervenidos en la primera fase, así como de los archivos contenidos en los ordenadores incautados.
El 17 de julio de 2006 tuvo lugar un fuerte despliegue policial que la gran mayoría de los medios de comunicación confundió con una tercera fase de la operación. En esta ocasión los agentes del Cuerpo Nacional de Policía detuvieron a cinco personas entre Marbella y Málaga:
- Julián Muñoz, exalcalde de Marbella tras la dimisión de Jesús Gil. Perdió la alcaldía tras una moción de censura en agosto de 2003. Implicado en otros casos de irregularidades urbanísticas como el caso Proinsa y el caso Banana Beach, es también imputado en la segunda fase del caso Malaya como presunto autor de delitos de cohecho y malversación de caudales públicos. El juez Torres decretó para él prisión incondicional el 21 de julio de 2006.[29][40] El encarcelamiento de Julián Muñoz tuvo bastante repercusión mediática, sobre todo en la llamada prensa del corazón, ya que en ese momento era pareja sentimental de la tonadillera Isabel Pantoja.[41]
- Pedro Pérez, exconcejal del Ayuntamiento de Marbella por el Partido Andalucista, presunto autor de un delito de cohecho continuado. Según palabras del fiscal jefe de anticorrupción, Antonio Salinas Casado, tanto Julián Muñoz como Pedro Pérez cobraron de Juan Antonio Roca «como consecuencia de una contraprestación municipal».[42]
- Jesús Ruiz Casado, Jenaro Briales Navarrete y José Andrés León, tres altos cargos de la empresa constructora Aifos.

El 26 de julio de 2006, la Fiscalía Anticorrupción presentó en los juzgados de Marbella dos querellas contra José Antonio Roca, Julián Muñoz y el abogado de este, José María del Nido, que era además presidente del Sevilla Fútbol Club, por presuntos delitos contra la ordenación del territorio, prevaricación, fraude y malversación de caudales públicos.

### Tercera fase
La tercera fase, también conocida como Operación Malaya III, comenzó a primera hora de la mañana del 14 de noviembre de 2006 con la detención de once personas, acusadas de blanqueo de dinero y cohecho. Los arrestados fueron:
- Maite Zaldívar, exmujer del exalcalde de Marbella Julián Muñoz —encarcelado durante la segunda fase de la operación—. Su domicilio, situado en una urbanización de la localidad de San Pedro de Alcántara fue registrado durante cinco horas. Maite Zaldívar, que estuvo trabajando durante una temporada como colaboradora en el programa A tu lado de Telecinco, se colocó en el punto de mira tras afirmar en antena que en su casa «entraban bolsas y bolsas repletas de dinero» en la época en que su marido era alcalde de la localidad malagueña.[29]
- Jesús Zaldívar, hermano de Maite Zaldívar. Ambos están acusados de blanqueo de dinero.[29]
- José María González de Caldas, importante empresario taurino, apoderado de los toreros Manuel Benítez el Cordobés y Salvador Cortés —entre otros—, expresidente del Sevilla Fútbol Club entre 1996 y 1998. Fue expareja sentimental de la modelo y miss España Sofía Mazagatos. Queda en libertad tras pagar una fianza de 50.000 euros.[29][45]
- Los empresarios Giovanni Piero Montalo, Francisco Zambrana, Manuel Lores Romero, Eusebio Sierra Sánchez, y José María Enríquez García; el funcionario judicial Francisco Ramírez Olivera; el director de una sucursal de Cajamar en Marbella, Benjamín Martínez Cantero; y un socio de González de Caldas, Miguel López Benjumea. Quedaron en libertad bajo fianza tras prestar declaración.[29]

En el año 2007 se producen nuevas detenciones dentro del marco de la tercera fase. Algunas de estas detenciones fueron:
- Florencio San Agapito, detenido el 23 de abril de 2007. Fue comisario jubilado del Cuerpo Nacional de Policía y jefe de seguridad de Telefónica. En los años 1980 llegó a ocupar el puesto de jefe de administración, documentación e informática de la Secretaría de Estado para la Seguridad del Ministerio del Interior. Fue acusado de blanqueo y delito contra la Hacienda Pública.[29][46]
- Pedro Román fue detenido con prisión incondicional sin fianza el 26 de abril. Fue ex primer teniente de alcalde de Marbella, y número dos del GIL. El juez acusó a Pedro Román de un delito de fraude, delito fiscal, blanqueo de capitales y cohecho y decretó su prisión incondicional por riesgo de fuga y por una posible ocultación de pruebas.[47]La hija de este quedó en libertad con cargos.
- Isabel Pantoja, cantante y pareja sentimental de Julián Muñoz, fue detenida el 2 de mayo y acusada de la comisión de varios delitos contra la hacienda pública y de blanqueo de capitales. Su detención produce un nuevo repunte del sensacionalismo periodístico del mundo del corazón. El juez instructor Miguel Ángel Torres, decretó libertad bajo fianza de 90 000 euros para la tonadillera tras unas horas de arresto en comisaría.[48]

- Fernando de Salinas, bróker de bolsa, fue detenido el 3 de mayo acusado de un presunto blanqueo de dinero de Julián Muñoz y Mayte Zaldívar, en paraísos fiscales de Gibraltar y Suiza.

### Cuarta fase. El relevo del juez Torres
El juez Miguel Ángel Torres, responsable de las instrucciones del 'caso Ballena Blanca' y 'caso Malaya' se le concede el traslado de su plaza en Marbella al juzgado número 5 de Granada. El juez sustituto es Óscar Pérez que revisa la situación de varios de los acusados. El sumario hasta ahora quedó incoado el 17 de julio de 2007 y días más tarde, el 23 de julio, 86 personas fueron procesadas con lo que se cerró la primera parte de la instrucción. Ese mismo mes se conocía el posible soborno de Juan Antonio Roca a un juez, el juez Javier de Urquía.

### Inhabilitación del juez Javier de Urquía
En el mes de julio de 2007 se publicó que el juez instructor de Marbella Francisco Javier de Urquía. Poco después fue suspendido cautelarmente por el Consejo General del Poder Judicial después de haber sido imputado por prevaricación y soborno dentro de la trama del caso Malaya. En agosto de 2008 fue condenado por el Tribunal Superior de Justicia de Andalucía a dos años de prisión, siete de inhabilitación y multa de 73 800 € como autor de un delito de prevaricación. Tras un recurso de la sentencia la Sala de lo Penal del Tribunal Supremo determina en abril de 2009 que no había delito de prevaricación y sí de cohecho. La condena al juez De Urquía fue de 21 meses de suspensión del cargo y a una multa de 73 800 €, la condena mínima que contempla la ley.
En mayo de 2010 es nuevamente juzgado en el Tribunal Superior de Justicia de Andalucía por cohecho y prevaricación al recibir presuntamente un soborno de 60 000 euros por dejar en libertad a un imputado del caso Hidalgo en instrucción. En un juicio plagado de irregularidades, que recoge la misma sentencia, De Urquía es condenado por cohecho pero recurre la sentencia el 28 de diciembre de 2011, por lo que volvió a la actividad judicial pese a la intención del Consejo General del Poder Judicial de inhabilitarle antes de la resolverse el recurso. En marzo de 2012 finalmente el Tribunal Supremo confirmó la condena impuesta por el Tribunal Superior por los delitos de cohecho y prevaricación, por lo que debería cumplir una condena de dos años de cárcel, 17 años de inhabilitación y el pago de una multa de 9 000 €. El 6 de marzo de 2012 el Consejo General del Poder Judicial le expulsó de la carrera judicial.

### Quinta fase
En marzo de 2009 el juez Pérez imputó a otras 16 personas por participar en la trama de Juan Antonio Roca como testaferros. Además, imputa de otros delitos a otras 15 personas ya encausadas.

## Juicio oral y sentencias
El juicio oral comenzó el 27 de septiembre de 2010 y se desarrolló en 199 sesiones en el que sa trato de demostrar el cohecho de empresarios de la construcción a empleados del Ayuntamiento de Marbella. En 2013 se hizo pública la sentencia condenando a 52 de los procesados, quedando acreditado que la concesión de licencias urbanísticas ilegales era decidido entre Juan Antonio Roca, como cerebro de la trama, y diversos altos cargos del ayuntamiento. En 2015 el Tribunal Supremo redujo a 48 el número de condenados y modificó algunas de las penas. Las más elevadas fueron las Juan Antonio Roca —17 años de prisión— y la de Marisol Yagüe —cinco años y medio de prisión—. El Ayuntamiento de Marbella quedó condenado al pago de casi 1,4 millones de euros por la responsabilidad del consistorio en la venta de derechos urbanísticos de manera irregular.En enero de 2016 los condenados ingresaron progresivamente en prisión para cumplir las condenas.

## Trama política del caso Malaya
Al poco de iniciarse las investigaciones que dieron lugar a la instrucción del caso Malaya el alcalde Julián Muñoz había sido destituido por moción de censura. Marisol Yagüe fue investida alcaldesa, siendo posteriormente detenida junto con la primera teniente de alcalde Isabel García Marcos. El año 2006 se disuelve el Ayuntamiento de Marbella y se constituye una comisión gestora presidida por Diego Martín Reyes. Posteriormente a esta comisión gestora del Ayuntamiento de Marbella y tras la llegada de la normalidad democrática la Junta de Andalucía le retira las competencias urbanísticas en base al artículo 31.4 de la Ley de Ordenación Urbanística de Andalucía según la redacción de la Ley de noviembre de 2005 «por afección grave de las competencias autonómicas en materia de ordenación y planeamiento, según lo contemplado en la Ley de Ordenación Urbanística de Andalucía (LOUA)», según comunicó la consejera de Obras Públicas y Transportes de la Junta.

## Consecuencias

### Encausados tras el juicio oral
La mitad de las 95 personas imputadas durante la instrucción resultaron condenadas. Los condenados progresivamente alcanzaron el tercer grado penitenciario y la libertad tras varios años de condenas. Quedaron pendiente el pago de las multas que se demoraron durante años y no han sido pagadas en su totalidad. El Ayuntamiento de Marbella sufrió un expolio de 300 a 550 millones de euros, recuperando apenas el 10% de lo expoliado.
Para los condenados quedaron pendientes el pago de grandes sumas de dinero a la Hacienda Pública española que supuso la venta de gran número de activos para hacer frente a la deuda. Algunas de estas propiedades se publicitaron por los medios de comunicación como testigo de la ostentación que disfrutaron los condenados antes de la instrucción.
En noviembre de 2022 el exconcejal del Partido Andalucista, Carlos Fernández, prófugo desde 2006 en Argentina, se ve libre de ser extraditado a España al determinarse la prescripción de sus posibles delitos relacionados con la corrupción en Marbella.

### Investigación de otras causas relacionadas
Las investigaciones del caso Malaya generaron una serie de piezas separadas de la instrucción judicial relacionadas con varios casos de corrupción en Marbella y la Costa del Sol. Uno de los más mediáticos el 'caso Blanqueo' en el que se investiga una trama de blanqueo de capitales en el que estuvieron implicados hasta diez personas, cuyos rostros más reconocibles fueron Julián Muñoz, su exmujer Maite Zaldivar y la cantante Isabel Pantoja, en esos momentos pareja de Julían Muñoz.En el juicio queda acreditada la trama de blanqueo de capitales y son condenados Julían Muñoz con siete años por blanqueo y cohecho, que se suma a la condena por el caso Malaya. Maite Zaldivar fue condenada a poco más de tres años y al pago de una multa de 2,48 millones de euros por blanqueo, su hermano fue igualmente condenado. Isabel Pantoja ha sido condenada a dos años de prisión y una multa de 1,15 millones de euros por blanqueo. Asimismo, otros implicados como los empresarios Benjamín Martínez Cantero, Fernando Salinas y Miguel Villarroya fueron condenados a unos meses y el pago de multas por valor de varios cientos de miles de euros.En el recurso al Tribunal Supremo se confirma la condena a Isabel Pantoja y se reduce la de otros implicados como Julían Muñoz y Maite Zaldibar.
Otras de las piezas separadas fueron 'caso Saqueo' y 'caso Saqueo II'. Ambas tramas se centraron en el Ayuntamiento de Marbella durante el gobierno de Jesús Gil hasta 2002 y luego por Julián Muñoz y Maite Zaldivar. En el 'caso Saqueo' quedó acreditado el desvío de 30 millones de las arcas municipales de Marbella entre 1991 y 1995 a cuatro empresas fantasma a nombre de la madre octogenaria de Juan Antonio Roca.En 2010 las condenas quedan confirmadas por el Tribunal Supremo. En el 'caso Saqueo II', el cerebro de la trama refinó el mecanismo de desvío mediante el uso de varios testaferros y empresas fantasma para desviar al menos 70 millones de euros desde 1991.Al igual que en otros procesos Julián Muñoz y José Antonio Roca resultaron condenados al quedar acreditado el desvío de fondos, si bien sus condenas quedaron sensiblemente reducidas cuando recurrieron al Tribunal Supremo.En el año 2018 queda condenado a tres años el ex-concejal del GIL Esteban Guzmán que se encontraba prófugo de la justicia desde 2013 y volvió a España en 2017.
La relación de los bufetes de abogados con el Ayuntamiento de Marbella fueron fiscalizadas por el Tribunal de Cuentas, identificándose varias irregularidades. Las investigaciones posteriores dieron lugar a la instrucción del 'caso Minutas' y el 'caso Minutas II'. En los sendos juicios quedo acreditado una trama para lucrarse de fondos públicos y malversación en el Ayuntamiento de Marbella. Quedaron condenados entre otros Julían Muñoz, Juan Antonio Roca y José María del Nido, entonces presidente del Sevilla F.C. Los condenados fueron condenados a varios años de cárcel y al pago millones de euros en concepto de multa.
Las irregularidades urbanísticas llevadas a cabo desde 1991 dieron lugar a la investigación de algunas de las adjudicaciones urbanísticas, llegando a resultados dispares. Uno de los casos más significativos fue el 'caso Belmonsa' en el que nuevamente acaban condenados varios de los implicados como Juan Antonio Roca, Julián Muñoz y personalidades conectadas en el pasado con Jesús Gil.
El destino de algunas de las propiedades y obras de arte fueron fruto de robos y contrabandos. Una de las obras más relevantes fue la recuperación de un cuadro pintado por Joaquín Sorolla en Bélgica y valorado en unos tres millones de euros. Uno de los casos más curiosos fue el presunto robo de dos cuernos de rinoceronte. El taxidermista que contrató Juan Antonio Roca para la disección de las piezas de caza mayor en África presuntamente sustituiría dos piezas de plástico por los cuernos de rinoceronte en una visita a la finca en 2011 mientras que Seprona evaluaba las piezas. El taxidermista quedó libre al no poderse demostrar el robo en el juicio oral.
Hasta veinte después de las primeras detención algunos de los protagonistas siguen siendo enjuiciados por fraude y prevaricación en algunas de las causas pendientes de la corrupción en Marbella bajo el gobierno de GIL.

### Impacto en la judicatura del Caso Malaya
La complejidad del caso obligó a los participantes en la instrucción a cambiar aspectos de la investigación y a coordinar mejor los esfuerzos entre la policía y la Agencia Tributaria. Se evidenció la necesidad de modernizar los protocolos de actuación para mejorar la eficacia en la investigación de delitos económicos.
En el plano internacional, el 'caso Malaya' es estudiado como modelo de desarrollo de delitos financieros asociados con la corrupción urbanística y sus consecuencias. Hasta las instrucciones del 'caso Ballena Blanca' y 'caso Malaya' la lucha contra el blanqueo de capitales en España era ineficaz de acuerdo a los reportes de Grupo de Acción Financiera Internacional. Sin embargo, a raíz del 'caso Malaya' la imagen internacional de España en su lucha contra los delitos financieros mejoró sensiblemente.

### Tratamiento de los medios
El 'caso Malaya' fue uno de los casos de corrupción urbanística más cubiertos meditaticamente. A la gravedad de los hechos investigados se sumaba el protagonismo de diversos famosos como la cantante Isabel Pantoja, o la presencia de parte de la jet set marbellí declarando como testigos en los juzgados.
Con el conocimiento de las sentencias la opinión mayoritaria fue que los condenados recibían una condena mucho menos severa de lo que debería haber sido.El papel de los medios en favorecer un relato de impunidad frente a los delitos urbanísticos pudo estar favorecido por una deficiente labor periodística. Así, el relato mayoritario que se publicó en medios era una versión sesgada procedente de filtraciones de la policía y la fiscalía que, al no contar con informaciones independientes, se creó una expectativa de condenas severas en la opinión público que no se vio reflejada al final. Por otra parte, la irrupción de Isabel Pantoja como acusada cambio significativamente el tratamiento del caso al entrar en escena la prensa del corazón. Tanto para el grupo de periodistas que cubrían el caso como para los empleados del juzgado en Marbella la presencia de la prensa del corazón afecto a su trabajo desde entonces.
La corrupción en Marbella bajo el gobierno de GIL han sido tratados en varias series documentales centrados en la figura de Jesús Gil.Otras series documentales se han centrado en la instrucción y juicio oral del 'caso Malaya'.La serie Crematorio se inspira claramente en algunos de los elementos de Marbella durante el gobierno de GIL y el 'caso Malaya'.